# 新城乡 (松原市)
新城乡，是中华人民共和国吉林省松原市宁江区下辖的一个乡镇级行政单位。

## 行政区划
新城乡下辖以下地区(共14個地區)：
和平村、农林村、两家子村、长虹村、代家村、民主村、田家村、八家子村、四家子村、罗斯村、联合村、晨光村、松江村和雅达虹工业集中区。